# Paraferdina
Paraferdina är ett släkte av sjöstjärnor. Paraferdina ingår i familjen Ophidiasteridae.
Kladogram enligt Catalogue of Life:
| Paraferdina | \| \| Paraferdina laccadivensis \| \| \| \| \| \| Paraferdina sohariae \| \| \| \| |
|             | \| \| Paraferdina laccadivensis \| \| \| \| \| \| Paraferdina sohariae \| \| \| \| |
|             | Paraferdina laccadivensis                                                          |
|             |                                                                                    |
|             | Paraferdina sohariae                                                               |
|             |                                                                                    |